# Perdida (película de 2018)
Perdida es una película criminal de suspenso dramático coproducido internacionalmente de 2018 basada en la novela escrita por Florencia Etcheves titulada Cornelia. El film fue coescrito y dirigido por Alejandro Montiel y protagonizado por Luisana Lopilato y Amaia Salamanca. La película se estrenó el 19 de abril de 2018. En 2020 se estrenó la precuela, La corazonada, del mismo director. Ambas películas fueron coproducidas por Netflix.

## Argumento
En 2003, durante un viaje de estudios en la Patagonia argentina, la adolescente Cornelia Villalba desaparece luego de una noche de baile con sus amigas. A pesar de la búsqueda desplegada, nunca más la encuentran. 14 años después, Manuela "Pipa" Pelari, su mejor amiga, es una policía talentosa que se especializa en casos de secuestro y trata de personas, pero cuyo carácter le hace tener conflictos con el comisario Ramón Oreyana, que es casi un padre para ella, y con su compañero Martin Seretti, a quien le desespera su actitud temeraria. Luego de resolver un caso de secuestro, Pipa recibe la llamada de Clara Villalba, madre de Cornelia, que le avisa que al día siguiente se celebrará la misa por los 14 años de su desaparición. Pipa va a la iglesia pero no baja del auto hasta que la misa termina y los invitados se retiran. Luego entra y se conmueve por la fotografía enmarcada de Cornelia que está sobre el altar, y le saca una foto con su celular. En ese momento, le llama la atención una mujer que se retira rápidamente de la iglesia, pero no llega a hablar con ella porque aborda un auto y se va, dejando a su paso un pañuelo con un diseño de una sirena con dos cabezas.
Al volver a trabajar ese día, Pipa se encuentra a Clara en su oficina, quien le reprocha el no haber aparecido en la misa. También le lleva una caja con pertenencias de Cornelia y un aviso fúnebre que erróneamente cree que Pipa dejó, y le exige que vuelva a ver el caso. Pelari acepta y se encuentra con Alina, una joven muy amiga suya con habilidad para la computación, para que le mejore la imagen que tomó en el altar y rastree quién publicó el anuncio, pero Alina le explica que para obtener más información de la fotografía va a necesitar la original. Pipa se dirige a la iglesia, cruzándose en la escalinata a un misterioso hombre con una sirena de dos cabezas tatuada en la cabeza, que luego descubre que se llevó la foto antes de que ella pudiera hacerlo. Mientras tanto, este hombre, llamado Adalberto, llega al departamento de Sirena, la mujer con la que Pipa se cruzó en la misa. Adalberto le entrega la fotografía y le pregunta quién es, a lo que Sirena le contesta que es "un negocio que salió mal" y la prende fuego mientras recuerda una terrible experiencia en las Islas Canarias, donde era víctima de explotación sexual y, junto con otras tres mujeres, sufrió una paliza brutal. Los proxenetas consideraron que "ya no servían" y le ordenaron a Adalberto ejecutarlas, pero Sirena lo detiene antes de que mate a su amiga, y Adalberto les perdona la vida, aparentemente cegado por sus sentimientos hacia Sirena. 
Mientras tanto, Pipa agrede a Seretti en el trabajo cuando él la acusa de usar "sus encantos" para quedar bien parada con el jefe, y Oreyana la llama a ella a su oficina. Pipa le explica que está investigando de nuevo el caso Villalba ya que ahora tiene una nueva perspectiva a partir de la foto del altar, donde aparece Cornelia con la ropa que usó esa última noche y sin el collar de la amistad que todas compartían, pero el comisario le ordena dejar el asunto. Más tarde ese día, Pipa se reúne junto a sus viejas amigas del colegio para preguntarles sobre el aviso fúnebre, que además es una frase sin sentido aparente: "la mitad de tu ausencia es amor". En esa reunión, choca con Leonora, que siempre fue la más dominante del grupo, y quien cree que ya hay que dejar el tema atrás.
Sin la foto original y con el aviso fúnebre siendo un callejón sin salida, Pipa y Alina deciden investigar si hay alguien más con el tatuaje de la sirena con dos cabezas. Así llegan a una paciente recluida en un psiquiátrico, a quien apodan "la fantasma" debido a que no habla, aunque la enfermera le explica a Pipa que su terapia se basa en dibujar. Luego de varios intentos fallidos por parte de Pipa para que "la fantasma" hable, se fija en un burdo dibujo de una mujer que la reclusa hizo, y que escrito debajo lleva el nombre de Cornelia. Al preguntarle si conoce a Cornelia Villalba, la paciente empieza a gritar desesperada. 
Los enfermeros del hospital le informan que recibe visitas únicamente de una mujer española llamada Nadine Basset, que en la grabación de la cámara de seguridad se nota que es Sirena, y quien va todos los 18 de octubre sin falta con una torta de cumpleaños. Lo único que hacen en la visita es soplar las velas, pero no se sabe qué cumpleaños festejan. Con esta nueva información, Pipa se dirige a su departamento a investigar con Alina, quien encuentra un pueblo de pescadores en las Canarias donde el motivo de la sirena con dos cabezas se repite en varias embarcaciones. También le avisa a Pipa que encontró otro aviso fúnebre publicado en 2011 con la frase "un año de amor", pero Pipa no la escucha ya que sale apurada a perseguir a su gato que se escapó. Una vez sola, Alina pone música rock a todo volumen y comienza a bailar, pero se percata horrorizada de que Adalberto entró en el departamento sin que ella se diera cuenta. Él la golpea brutalmente, y termina empujándola por la ventana. Alina cae muerta en la calle, Pipa corre a auxiliarla y reconoce a Adalberto, pero este logra escapar. Cuando Oreyana y Seretti llegan con la policía a la escena, Pipa les reclama diciendo que si la hubieran escuchado, Alina estaría viva. La discusión termina con Oreyana suspendiéndola hasta que todo el asunto se aclare.
Esa misma noche, en el departamento de Sirena se encuentran ella, Adalberto y "el Egipcio", un despiadado proxeneta muy buscado por las autoridades y jefe de Adalberto, a quien le recrimina el haber asesinado a Alina en casa de una policía mientras golpea a Sirena, considerando que ella es la razón de que se haya vuelto tan descuidado. Sirena trata de persuadir al Egipcio para que la deje arreglar el problema, pero este desenfunda una pistola para matarla. En ese momento, ella lo asesina apuñalándolo con un abrecartas. Pipa, quien sigue en su departamento, estudia los vuelos que Sirena hizo bajo el nombre de Nadine, y descubre que todos son de ida a San Martín de los Andes, ciudad del Sur argentino, y de vuelta para Buenos Aires, y decide esa misma noche tomar un vuelo a la Patagonia, mientras que Seretti la observa desde su auto. Este va hasta la comisaría para avisarle a Oreyana sobre el viaje de Pipa. El comisario le pide que no diga nada, ya que seguramente la policía del Sur esta implicada y en cambio, le dice que investigue la muerte del Egipcio mientras él se ocupa de Pipa. Seretti llega a la escena (el departamento de Sirena) y sin mucha información todavía, se dedica a investigar, concentrando su atención en un cenicero que contiene un cigarrillo que ha sido partido a la mitad antes de ser encendido. Él comienza a sospechar ya que las únicas personas que conoce que fuman así son Pipa y Oreyana.
Al llegar a San Martín de los Andes, Pipa se hospeda en el mismo hotel que hace 14 años. La dueña le ofrece un té mientras hablan sobre el caso, y cuando la mujer la deja sola, Pipa ve las fotos colgadas en la pared del hijo de ella, Ariel, a quien recuerda porque fue quien las llevó al club nocturno y las devolvió al hotel la noche en la que Cornelia desapareció. Rápidamente, comienza a sentirse desorientada y mareada, y se percata de que fue drogada para finalmente desmayarse. Cuando se despierta, se encuentra en una camioneta con Ariel conduciendo y se da cuenta de que fue él quien esa noche las drogó a todas y se llevó a Cornelia. El hombre la encierra en un sótano y vuelve al hotel solo para encontrarse a su madre asesinada de un disparo. En ese instante, le disparan a él también.
Encerrada, Pipa recibe la visita de Sirena, quien le revela que es Cornelia, aunque le explica que en realidad, Cornelia murió cuando ellas (refiriéndose a Pipa y a las demás) la abandonaron y siguieron con sus vidas. Luego de que Pipa le dice que ella también cambió luego de su desaparición, Sirena ríe y le cuenta la verdad de esa noche: ella había observado cómo Leonora y Ariel fueron hacia la parte de atrás del club para besarse y, guiada por los celos, decidió ir a buscarlos. A pesar de que trató de avisar a sus amigas, ellas estaban medio dormidas por la droga y no le hacían caso, por lo que decidió ir sola. Finalmente los encontró, pero ve a Ariel abusando de Leonora. Cuando Cornelia intentó volver al club, Ariel la arrastró dentro de la habitación. Él decidió llevarse a Cornelia ya que era un testigo y un seguro para que Leonora no hable. Además era virgen, lo que aumentaría su precio. Sirena termina su relato en su retorno a la Argentina, donde buscó a Leonora porque consideraba que era la única persona de su pasado con la que todavía guardaba relación. Pipa intenta explicarle que toda su familia la buscó, y Sirena le dice que la única familia que le queda es "un fantasma internado en un psiquiátrico". 
Seretti llega al hotel, donde encuentra a Ariel agonizando. Mientras, en el sótano, Pipa pelea con Adalberto y lo reduce para que le diga quién esta detrás de todo, cuando llega Ramón. Pipa le explica que Cornelia está viva y que es Nadine, y Adalberto se suicida para no revelar nada. Oreyana sale a buscar a Sirena/Cornelia y detrás de él llega Seretti, quién insta a Pipa a irse. Cuando cruza la puerta, recibe un disparo en el hombro, y del otro lado del pasillo, Ramón le revela a Pipa que él disparó y que está involucrado en la trata. Él le había dicho a Adalberto que mate a Alina y le disparó a Seretti porque se habían involucrado demasiado, pero le dice que con ella (Pipa) es distinto. Ella comienza a llorar destrozada por la traición, y Oreyana va hacia la habitación. Pipa le apunta con el arma y él intenta disuadirla apelando a su relación tan estrecha, pero finalmente lo mata.
Una vez en Buenos Aires, Pipa se reúne con Clara y le dice que Cornelia está muerta, y los que la mataron también. Al día siguiente, Seretti la visita en su departamento, cuando ella revisaba las cosas del caso. Comienzan a reflexionar sobre el 18 de octubre y los avisos fúnebres, y Pipa ve una foto de Leonora junto a su hijo Rodrigo, recordando que cuando se encontraron ella contó que iba a cumplir siete años el 18 de octubre. Ahí recuerda el aviso del 2011 ("Un año de amor") y para ese momento, el niño tendría un año. Después ve el aviso nuevo ("La mitad de tu ausencia es amor") y dice en voz alta que la mitad de 14 es 7. Va apurada a la casa de Leonora y le explica que encontró a Cornelia y que esta le contó todo, y que viendo los avisos se dio cuenta de que los publicó ella, mientras que Leonora le cuenta que Cornelia en su retorno a Buenos Aires le encargó la crianza de Rodrigo, un hijo que había tenido y que no podía cuidar, tras lo cual Leonora le ruega a Pipa que guarde el secreto y que no se lleve al niño. Mientras tanto Pipa ve por la ventana a Cornelia y la intercepta en la calle para entregarle su collar de la amistad, diciéndole que le queda claro que la historia entre las dos ya terminó.

## Reparto
- Luisana Lopilato como Manuela «Pipa» Pelari
- Amaia Salamanca como Nadine «La Sirena» Basset
- Rafael Spregelburd como Ramón Oreyana
- Nicolás Furtado como Martín Seretti
- Oriana Sabatini como Alina Zambrano
- Sara Sálamo como Dra. Claudia Marini
- Laura Laprida como Leonora Durán Esquivel
- Mara Alberto como	Clara Villalba
- Benjamín Otero como Rodrigo
- Julián Serrano como Ariel
- Carlos Alcántara como Adalberto
- Pedro Casablanc como Egipcio
- Mora Magnarelli como Cornelia de joven
- Sol Wainer como Mariana de joven

## Producción
El director Alejandro Montiel tras trabajar como director creativo junto a Mili Roque Pitt, buscaron una película para dirigir de un género diferente que no sea la comedia. Como a Montiel le gusta el policial, leyó la novela y decidió adaptarla al cine.

### Casting
Luisana Lopilato para el papel tuvo que practicar artes marciales, y aprender a usar un revólver con la ayuda de un policía. La película fue el debut cinematográfico de Oriana Sabatini y de Julián Serrano.

### Rodaje
La fotografía principal de la película comenzó el 2 de octubre de 2017 en escenarios naturales de Argentina y España.

## Estreno
La película se estrenó el 19 de abril de 2018. A fines de enero de 2018, Luisana Lopilato publicó a través de su cuenta de Twitter el tráiler oficial de la película.

## Recepción
La taquilla fue de 274.109 espectadores
La reseña del diario La Nación fue negativa, definiendo al film como "suspenso que no llega a buen puerto".
Por su parte, Horacio Bernades argumentó en Página/12 que "un problema de Perdida es la falta de suspenso y tensión. Las incidencias policiales no se viven como algo sorpresivo o shockeante, que ponga el mundo patas arriba, sino como si se tratara de marcar con un tilde cada nueva vuelta de tuerca.", y concluyó que la película "termina pareciéndose más a un trámite que a un film que sorprenda al espectador."
También fueron muy negativos los comentarios de Gaspar Zimerman en el diario Clarín, quien subrayó las "flojas actuaciones y un guión cargado de lugares comunes", y expresó que el film "es tan impersonal que podría suceder en Buenos Aires, Malmö, Milwaukee o cualquier parte, menos en la mente y el cuerpo del público. Perdida carece por completo de algún tipo de creatividad, de mirada propia, de identidad".